# 江草天仁
江草 天仁（えくさ たかひと、1978年11月26日 – ）は、日本のキャラクターデザイナー、漫画家、同人作家。長野県中野市出身。男性。

## 経歴・人物
電気通信大学在学時代に美術部に所属して、その時は写実的な絵を描いていたが、SF研究会の先輩から依頼を受け挿絵を描いたことをきっかけに世界が広がり、同人作家としてコミックマーケットにも参加するようになる。そして同人サークルに参加していたところをコンピュータゲーム会社のアルケミストからスカウトされアルバイトとして働くようになり、後に腕を買われ同社に入社。
代表作であるびんちょうタンは和歌山県日高郡みなべ町のみなべ川森林組合のマスコットとして起用されているほか、美少女イラストで町おこしを行っている秋田県雄勝郡羽後町では重要文化財鈴木家住宅のイラストを描いたことをきっかけに、数多くのイラストを手掛けている。

## 作品

### 漫画
- びんちょうタン
- 最近タマ校生
- たいふう一家

### 漫画原作
- ハルの見えない望遠鏡（作画：いべリコ、まんがタイムラブリー（芳文社））

### イラスト
- ヴェロキア竜騎兵物語（文：竜騎士07）
- ポワソンダヴリル（「咲恵」名義）
- 六とん3（文：蘇部健一）
- スティックポスターin羽後町（秋田県雄勝郡羽後町、重要文化財鈴木家住宅）
- 重要文化財鈴木家住宅の看板
- 羽後町古民家ポスター（羽後町・スタジオいなご、重要文化財鈴木家住宅）
- 鈴木家謹製米（羽後町・鈴木家住宅、米袋のパッケージ）

### ゲーム
- うみねこのなく頃に（肖像画デザイン・Episode4，Episode8パッケージイラスト）
- ひぐらしデイブレイクポータブルPortable（パッケージイラスト）
- 仁義ストーム The Arcade（登場キャラクター「のえる」のデザイン・イラスト）
- 魔界戦記ディスガイア2 PORTABLE（魔法「ペタスター」のイラスト）
- アナザーエデン 時空を超える猫（アートディレクター）
- ヘブンバーンズレッド（リードコンセプトアーティスト）

## その他

### 展覧会
- 「びんちょうタン」と江草天仁展（山ノ内町「志賀高原ロマン美術館」併設「クリスタルギャラリー」2006年6月24日–8月23日）
- 「びんちょうタン」と江草天仁展（中野市「中野陣屋・県庁記念館」2007年4月25日–5月6日）

### TV出演
- アニクリ2005 (BS-i)
- デジ絵の文法（フジテレビ739）